# The Underground Youth
The Underground Youth je britská post-punková hudební skupina pocházející z Manchesteru, momentálně sídlící v Berlíně.

## Historie
The Underground Youth původně vznikli jako sólový projekt zpěváka, kytaristy a písničkáře Craiga Dyera. Dyer poprvé publikoval svou hudbu na internet v roce 2009, kdy svá první alba uveřejnil zdarma přes hudební službu Bandcamp. Dále také v prvotní fázi vývoje skupiny svou hudbu používal jako podkres k filmovým scénám (např. z filmů Trvalá dovolená, Persona, Vinyl) a publikoval na svůj Youtube kanál. Dyerův projekt tak rychle získal fanoušky po celém světě. V roce 2012 Dyer zformoval kompletní hudební skupinu, která zahrnuje i jeho manželku Olju Dyerovou, jež hraje na bicí. Kapela následně vydala svá první alba ve spolupráci s indie labelem Flower Power Records, nicméně počínaje albem The Perfect Enemy for God změnila svého vydavatele a momentálně vydává svou hudbu ve spolupráci s labelem Fuzz Club Records. Od roku 2012 kapela intenzivně koncertuje po celé Evropě a také v Rusku a Číně. Díky rostoucí popularitě projektu a nízkému počtu nákladů byly fyzické kopie prvních alb vyprodány a následně znovu vydány v elektronických i fyzických reedicích. Kapela pochází z Manchesteru, nicméně její členové od roku 2013 žijí a tvoří v Berlíně. Craig a Olja Dyerovi také v době tvorby alba Sadovaya žili v Petrohradě.

## Styl
The Underground Youth hrají zejména temný post-punk, ovlivněný shoegazem a psychedelickým rockem. Veškerou hudbu a texty skládá Craig Dyer, přičemž tento proces u některých písní trvá jen pouhých dvacet minut. Písně jsou často syrové, s chytlavými melodiemi, které, zejména během živých vystoupení, mají sklon zdegenerovat v improvizaci až nečitelnou zvukovou změť. Mnoho, zejména prvotních, písní neobsahuje refrén ve snaze zdůraznit text za pomoci hudební atmosféry. Zatímco první nahrávky a dvě vydaná alba Morally Barren a Voltage zosobňují primárně Lo-fi DIY psychedelický styl, následující alba Mademoiselle a Sadovaya představila skupinu ve více post-punkové, shoegaze poloze, která tvoří bázi jejich momentálního stylu. The Underground Youth nepoužívají k vyjadřování pouze hudbu. Kromě použití oblíbených filmových scén Craiga Dyera ve video klipech, skupina také od roku 2010 s rostoucí frekvencí produkuje vlastní hudební videa a obaly alb, některé z nichž navhla Olja Dyerová. Album A Lo-Fi Cinematic Landscape je příkladem těsného spojení, které Craig Dyer vnímá mezi hudbou a filmem. Dyer dále kromě hudebníků a skupin jako jsou Bob Dylan, The Brian Jonestown Massacre, The Jesus and Mary Chain, The Cure, The Soft Moon, Lebanon Hanover, The Velvet Underground, The KVB, Cocteau Twins a Nick Cave and The Bad Seeds, jakožto i filmových inspirací, zmiňuje i současnou politickou situaci či ruskou literaturu, zejména díla F. M. Dostojevského, M. Bulgakova a M. J. Lermontova, jako důležité vlivy, jež ovlivňují jeho vlastní tvorbu.

## Diskografie

### Studiová alba
- Morally Barren (2009)
- Voltage (2009)
- Mademoiselle (2010)
- Sadovaya (2010)
- Delirium (2011)
- Low Slow Needle (2011)
- The Perfect Enemy for God (2013)
- A Lo-Fi Cinematic Landscape (2015)
- Haunted (2015)
- What Kind of Dystopian Hellhole Is This? (2017)
- Montage Images of Lust & Fear (2019)